# Praszkovja Fjodorovna Szaltikova orosz cárné
Praszkovja Fjodorovna Szaltikova (oroszul: Прасковья Фёдоровна Салтыкова; 1664. október 12. – 1723. október 24.) orosz nemes, házassága révén Oroszország cárnéja.

## Élete
Praszkovja Fjodor Petrovics Szaltikov és Anna Mihajlovna Tatyiscseva leányaként született. 1684. január 19-én, Moszkvában feleségül ment V. Iván társuralkodó cárhoz, akitől öt gyermeke született:
- Mária (1689. március 24. – 1692. február 14.)
- Teodózia (1690. június 4. – 1691. május 12.)
- Katalin (1691. október 29. – 1733. június 14.), Károly Lipót mecklenburg-schwerini herceg felesége
- Anna (1693. január 28. – 1740. október 17.), később Oroszország cárnője
- Praszkovia (1694. szeptember 24. – 1731. október 8.).

V. Iván I. Alekszej orosz cár első házasságából származó fia volt, ám látáshibája és gyenge egészsége miatt apja halála után nem ő, hanem nála fiatalabb féltestvére, I. Nagy Péter került az orosz trónra. A sztrelecek lázadásának eredményeként azonban Iván öccse társuralkodója lett, míg édestestvér nővére, Szofja Alekszejevna nagyhercegnő régensként gyakorolta a hatalmat. Idővel Péter kezdte átvenni az ország kormányzását, még jobban háttérbe szorítva bátyját. Mikor Iván és Praszkovja Fjodorovna összeházasodtak, az Ivánt pártolók abban reméynkedtek, hogy első gyermekük fiú lesz, mivel így megerősödött volna Iván dinasztikus helyzete. Praszkovja Fjodorovna azonban csak leányokkal tudta megajándékozni férjét, akinek 1696-os halála után I. Péter egyeduralkodóként kormányozta tovább az országot.
Férje elhunytát követően Praszkovja Fjodorovna anyacárnéként élt tovább, hol Moszkvában, hol az újonnan alapított Szentpéterváron lakva. Viszonyt kezdett a bojár származású Vaszilij Juskovval, aki a cár egyik húgának háztartását vezette. I. Péter nagy tisztelettel viseltetett irányába, és gyakran megfordult sógornője udvarában, annál is inkább, mivel a cárnak sokáig nem volt legitim felesége, így a reprezentatív feladatokat Praszkovja Fjodorovna látta el. Az anyacárné udvarában oktatták többek között I. Péter leányát, Jelizaveta Petrovna nagyhercegnőt, aki később I. Erzsébet néven került az orosz trónra.
Praszkovja Fjodorovna 1723. október 24-én hunyt el. A szentpétervári Alekszandr Nyevszkij-kolostorban temették el.